# 松岡宏高
松岡 宏高（まつおか ひろたか、1970年1月22日 - ）は、日本のスポーツ科学者。専門はスポーツマネジメント、スポーツマーケティング。早稲田大学スポーツ科学部教授、ホッケージャパンリーグ理事、日本バレーボールリーグ機構理事。

## 人物・経歴
京都市生まれ。1993年京都教育大学教育学部体育学科卒業。1995年大阪体育大学大学院体育学研究科生涯スポーツ学専攻修了、大阪体育大学スポーツ産業特別講座研究員。2001年オハイオ州立大学教育学部身体活動・教育サービス学科スポーツマネジメント専攻大学院博士課程修了、Ph.D.、オハイオ州立大学教育学部身体活動・教育サービス学科客員研究員。
びわこ成蹊スポーツ大学スポーツ科学部助教授を経て、2009年早稲田大学スポーツ科学学術院准教授。2015年早稲田大学スポーツ科学学術院教授。
専門はスポーツマネジメント、スポーツマーケティングで、日本体育協会広報・スポーツ情報委員会委員、日本スポーツマネジメント学会運営委員、日本体育・スポーツ経営学会理事、アジアスポーツマネジメント学会理事、ホッケージャパンリーグ理事、日本バレーボールリーグ機構理事等も歴任。日本スポーツマネジメント学会学会賞受賞。